# Năsăud
Năsăud (deutsch Nussdorf, Nussendorf; ungarisch Naszód) ist eine Kleinstadt im Kreis Bistrița-Năsăud in Rumänien.

## Lage
Năsăud liegt im Norden Siebenbürgens am Fluss Großer Somesch, etwa 20 km nördlich der Kreishauptstadt Bistrița (Bistritz).

## Geschichte
Der Name Năsăud stammt wahrscheinlich vom slawischen „nas voda“, im Sinne von „in der Nähe des Wassers“. Eine weitere Bezeichnung ist Nußdorf („Walnussbaum-Dorf“), der siebenbürgisch-sächsische Name der Stadt im Mittelalter.
Năsăud war eine habsburgische Grenzstadt und ab dem 20. Jahrhundert eine industriell geprägte Stadt, sowohl während der kommunistischen Zeit als auch nach der Revolution 1989.
In der Kleinstadt stehen noch einige Gebäude aus dem späten 18. und frühen 19. Jahrhundert. Bemerkenswert sind in diesem Zusammenhang die Griechisch-Katholische Kirche und das ehemalige militärische Hauptquartier der Habsburger Ära, jetzt ein Museum.

## Bevölkerung
In der Gemeinde leben nahezu ausschließlich Rumänen. Bei der Volkszählung von 2002 bekannten sich von den damals 10.582 Einwohnern 10.088 zur rumänischen, 100 zur ungarischen, 12 zur deutschen, 3 zur ukrainischen, 2 zur russischen, 1 zur türkischen und 2 zu diversen Nationalitäten. 374 bezeichneten sich als Roma.

## Verkehr
Durch Năsăud verlaufen die Nationalstraßen Drum național 17C zur Stadt Bistrița und Drum național 17D, die dem Fluss Someșul Mare aufwärts folgt. Hier verläuft die Bahnstrecke Beclean pe Someș–Rodna Veche.

## Sehenswürdigkeiten
- Das Museum Grăniceresc Năsăudean (früher Sitz des „Grenzregiment 2“), 1762 errichtet, 1851 erneuert, steht unter Denkmalschutz.[4]
- Gedenkmuseum für Liviu Rebreanu 1957 errichtet, steht unter Denkmalschutz.[4][5]
- Gedenkhaus für George Coșbuc
- Statue "Lupa Capitolina", Symbol des rumänischen Volkes, gestiftet von Dr. George Traian Dascăl und seiner Frau Nadia
- Heldendenkmal für die rumänischen Gefallenen des Ersten Weltkriegs (2,50 m hoch)
- Die orthodoxe Kirche Sfântul Ierarh Nicolae, steht unter Denkmalschutz[6]
- Die Mihai Eminescu Schule, 1929 bis 1933 errichtet, steht unter Denkmalschutz.[4]
- Die George Coșbuc Schule, 1887 bis 1888 errichtet, steht unter Denkmalschutz.[4]

## Persönlichkeiten

### Geboren in Năsăud
- Veronica Micle (1850–1889), Dichterin[7]
- Iuliu Moisil (1859–1947), Professor, 1943 Mitglied der Rumänischen Akademie.[8]
- Constantin Moisil (1876–1958), Numismat, 1948 Mitglied der Rumänischen Akademie.[9]
- Joel Brand (1906–1964), linkssozialistischer Zionist
- Vasile Dîncu (* 1961), Politiker
- Sergiu Homei (* 1987), Fußballspieler

### Mit der Stadt verbunden
- Grigore Silași (1836–1897), hier gestorben, war Sprachwissenschaftler, Universitätsprofessor,[10] und 1877 Ehrenmitglied der Rumänischen Akademie.[11]
- Virgil Șotropa (1867–1954), hier gestorben, war Philologe und Professor und 1943 Ehrenmitglied der Rumänischen Akademie.[12]
- Miron Cristea (1868–1939), hier Gymnasium, war erster Patriarch der rumänisch-orthodoxen Kirche, 1919 Ehrenmitglied der Rumänischen Akademie[13]
- Nicolae Bălan (1882–1955), geboren in Blăjenii de Sus, war Metropolit von Siebenbürgen[14]
- Dumitru Protase (1926–2022), hier Gymnasium, ist Historiker und Archäologe und seit 2003 Ehrenmitglied der Rumänischen Akademie.